# Trójkąt (bilard)

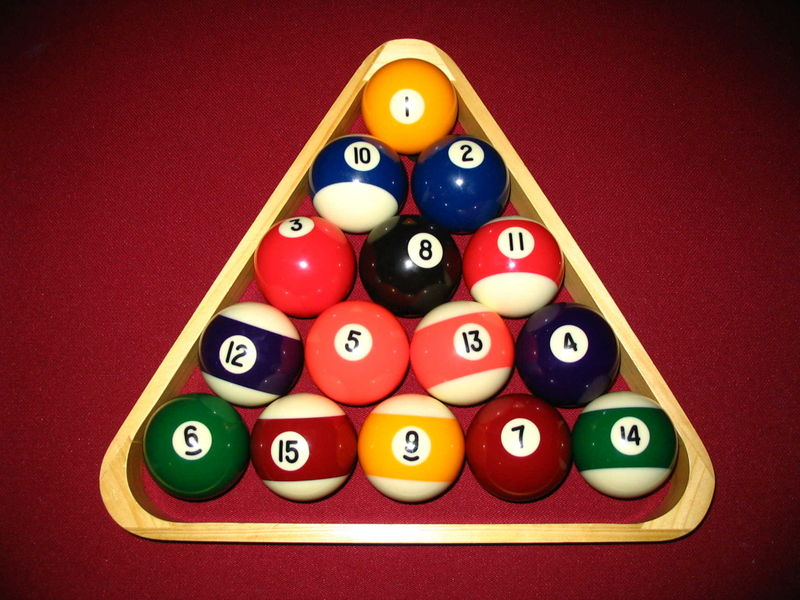
Przykładowy trójkąt do ósemki

Trójkąt (język angielski: rack) to przyrząd używany w wielu odmianach bilardu do ustawiania bil na stole bilardowym na początku meczu. Jest to rama wykonana najczęściej z drewna lub plastiku, która w większości odmian bilarda ma kształt trójkąta równobocznego (np. w ósemce, ósemce angielskiej, snookerze czy czternaście plus jeden). Paradoksalnie jednak istnieją gry bilardowe, w których "trójkąt" ma inny kształt, np. rombu w dziewiątce czy sześciokąta w siódemce.
W większości bilardów bile ustawia się w trójkącie w ułożeniu 1-2-3-4-5 bil w rzędzie. W dziewiątce bile ustawia się w ułożeniu 1-2-3-2-1, w dziesiątce w ułożeniu 1-2-3-4, a w siódemce 1-2-1-2-1.
Bile w meczach turniejowych są ustawiane w trójkącie przez sędziego.